# Tacita Dean
Tacita Charlotte Dean, née le 12 novembre 1965 à Canterbury, est une artiste contemporaine britannique.

## Œuvre
Depuis le début des années 1990, Tacita Dean voyage à travers le monde à la recherche d’images et de sons rares qui forment le matériau de ses œuvres. Utilisant différents médiums comme la photographie, l’installation, le dessin, le livre, l’artiste britannique privilégie le cinéma 16 mm.
Dans son travail, Tacita Dean est attirée par l’histoire de personnages hors du commun et par l’inscription du passé sur les objets ou les lieux abandonnés, tout autant que par la fugacité presque immatérielle de phénomènes naturels comme l’éclipse solaire ou le rayon vert.
Le temps, son caractère cyclique, les processus de disparition et d’apparition, constituent les thèmes centraux de son œuvre. La prédominance de la nature, à travers la mer et le ciel, à travers l’observation des comportements des animaux, vaut comme métaphore du changement autant que de la permanence.

## Expositions importantes
- Centre pour l'art contemporain Witte de With, Rotterdam (1997)
- ICA, Philadelphie, 1998
- Museum für Gegenwartskunst, Bâle, 2000
- MACBA, Barcelone (2001);
- Tate St Ives, 2005.
- Musée Guggenheim, New York (Prix Hugo Boss)

## Distinctions
- Membre de l'Académie des arts de Berlin[1] (2007)